# 사나치아
사나치아(폴란드어: Sanacja [saˈnat͡sja][*])는 전간기 폴란드 제2공화국의 정치운동이다. 이것이 무르익으면서 유제프 피우수트스키가 1926년 5월 쿠데타를 일으키게 된다. 사나치아 운동가들은 1928년 정부협조 무당파 의원단(BBWR)이라는 관변어용유사정당을 만들었다. 사나치아란 폴란드어로 '치유'라는 뜻으로, 폴란드 정치체제를 도덕적으로 치유하겠다는 피우수트스키의 구상을 의미한다. 이것은 1935년 피우수트스키가 죽을 때까지 제대로 된 이념으로 기능했으나, 피우수트스키 사후 여러 파벌들로 분열되었다.
사나치아는 피우수트스키의 권위주의 독재정치를 옹호하는 어용이념이었으며, 의회민주주의를 부정했다.

## 사나치아 관련자

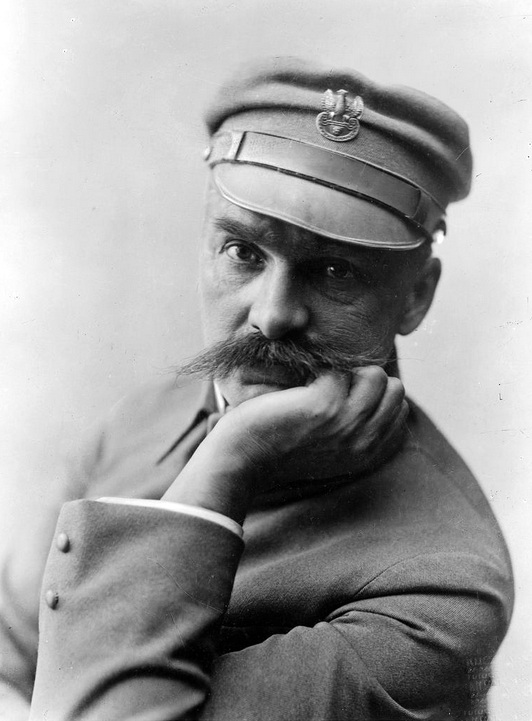
유제프 피우수트스키
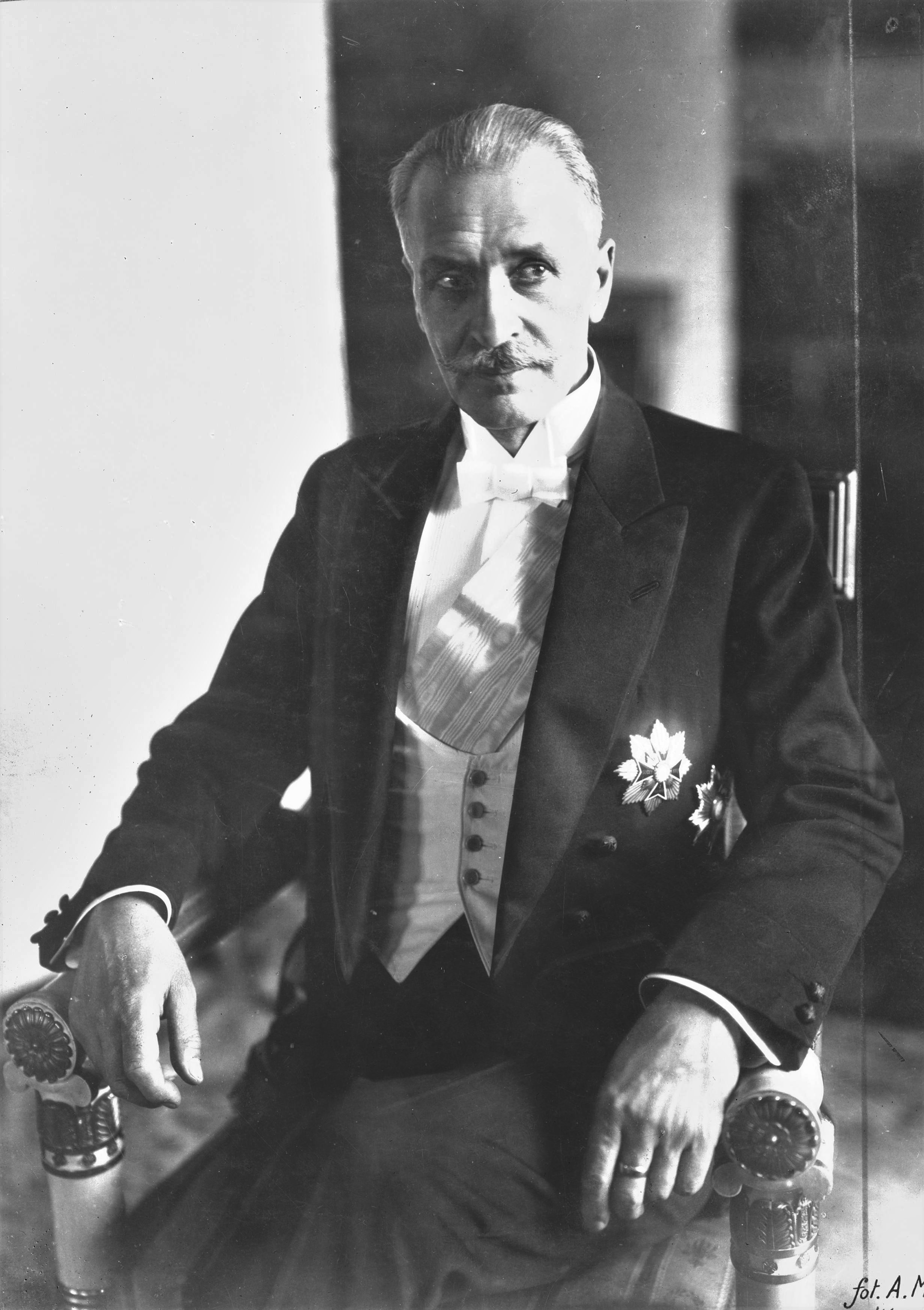
이그나치 모시치츠키
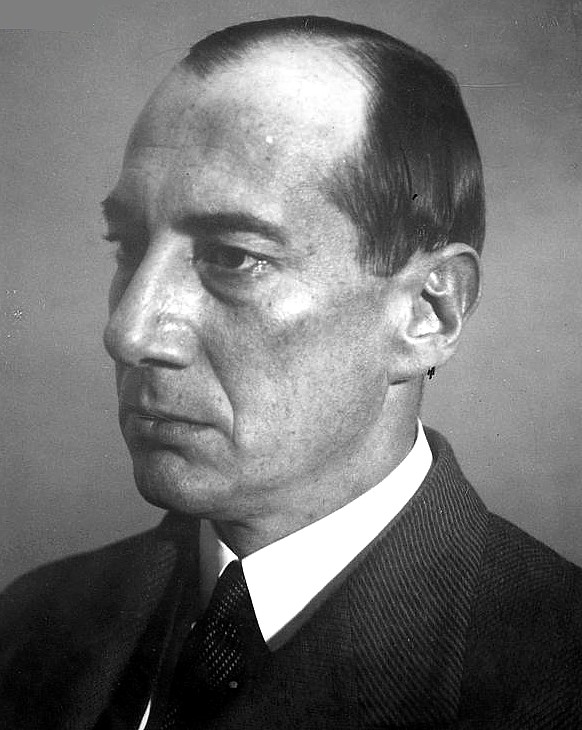
유제프 베크
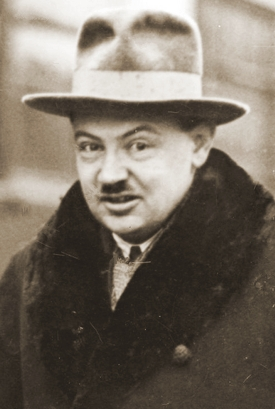
타데우시 호우프코
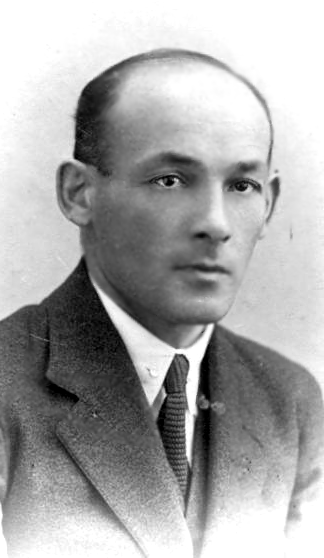
야누시 옝제예비치
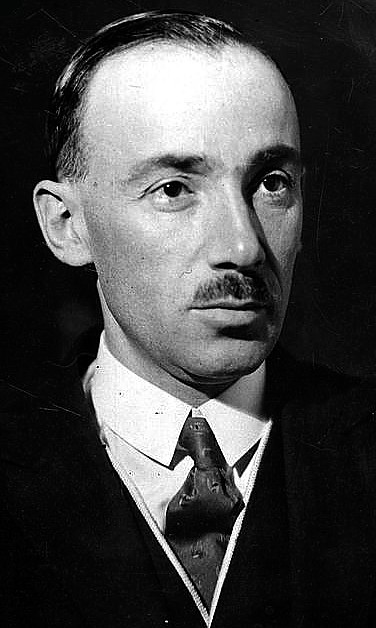
바츠와프 옝제예비치
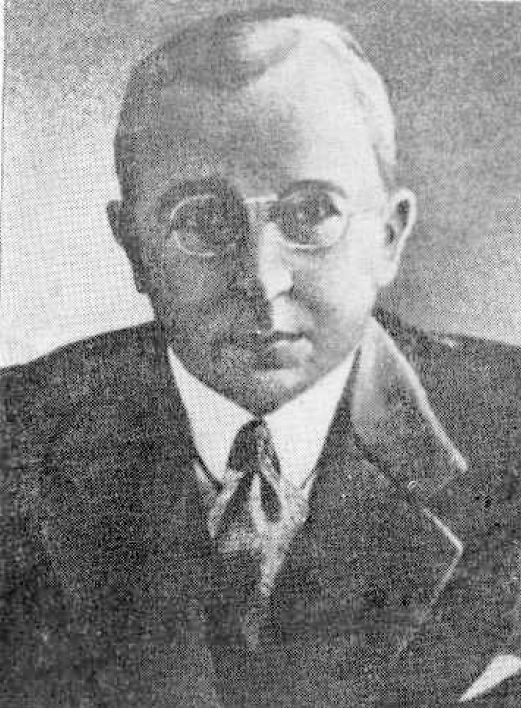
아담 코츠
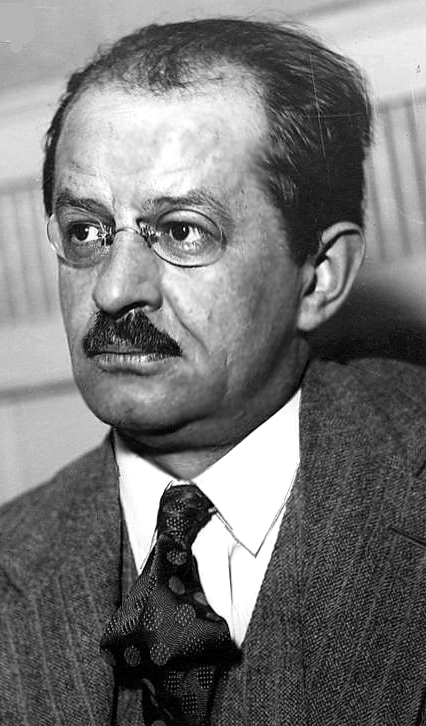
레온 코즈워프스키
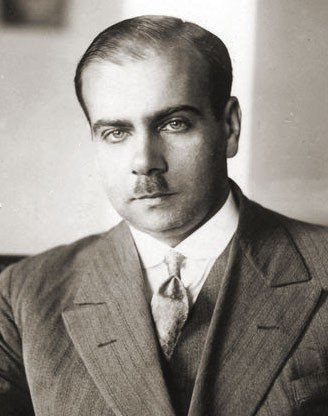
이그나치 마투셰프스키
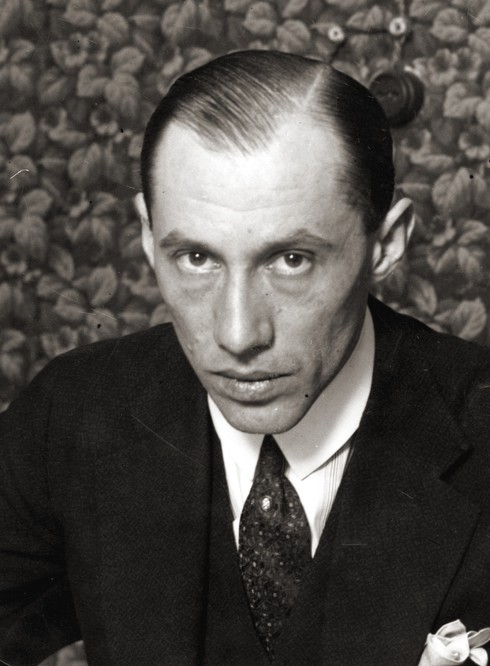
보구스와프 미에진스키
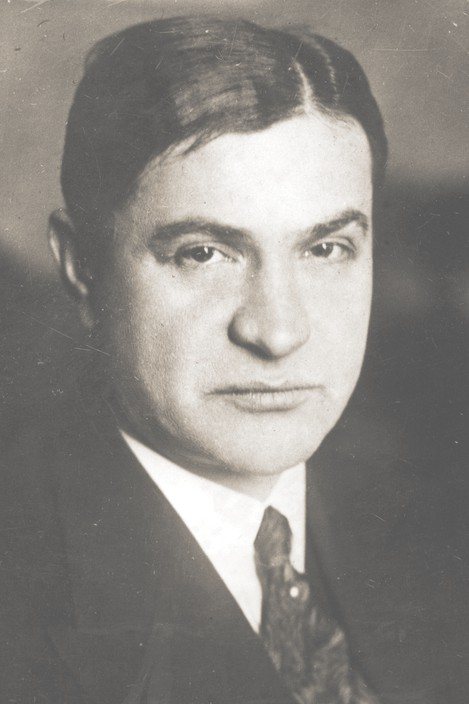
브로니스와프 피에라츠키
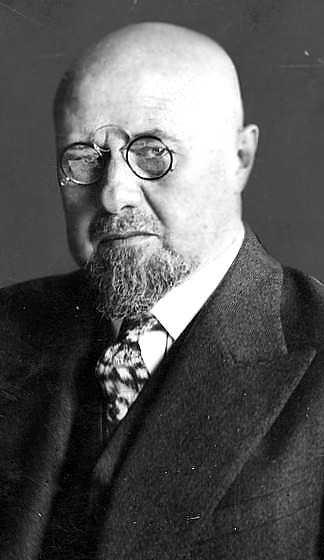
알렉산데르 프리스토르
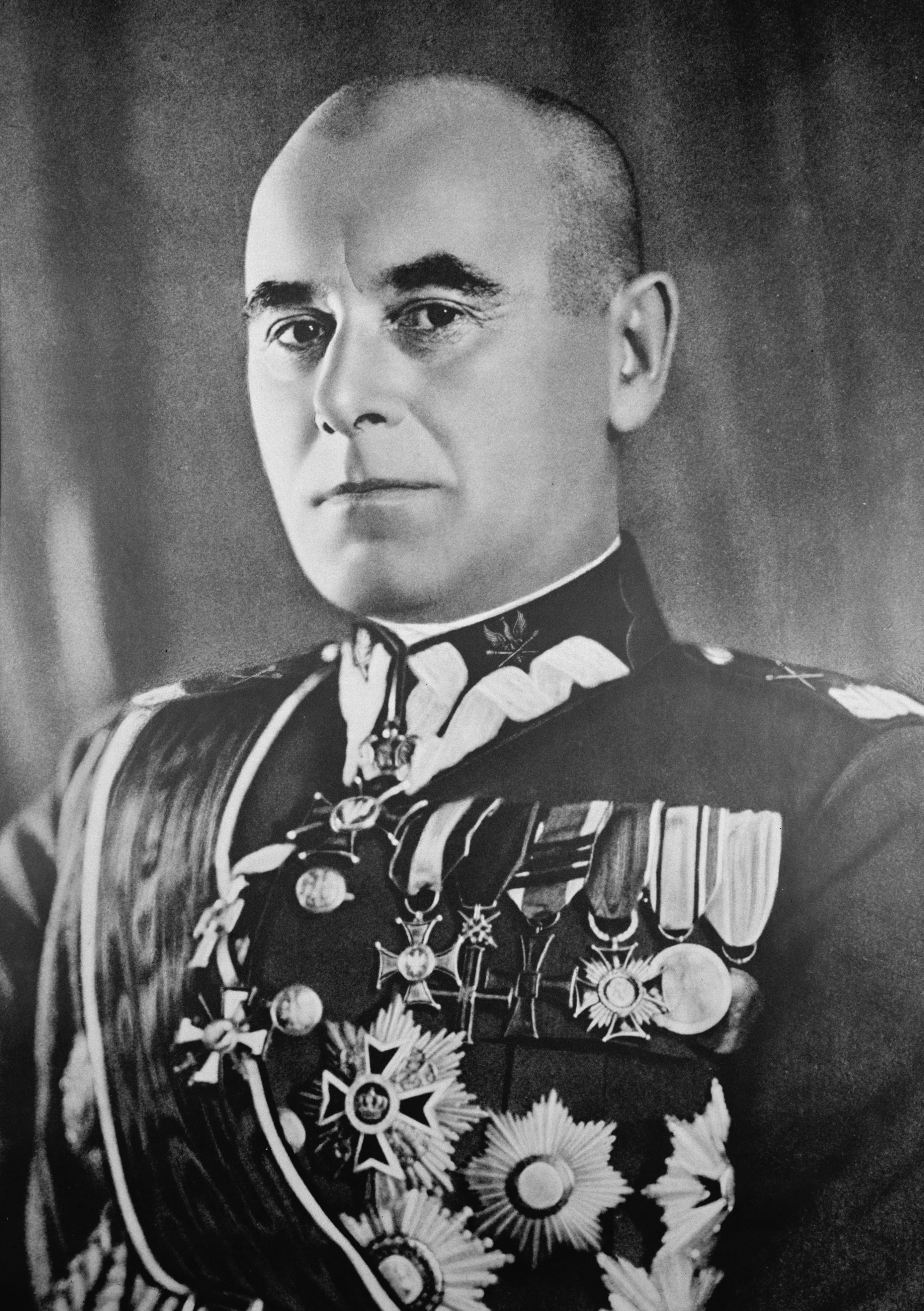
에드바르트 리츠시미그위
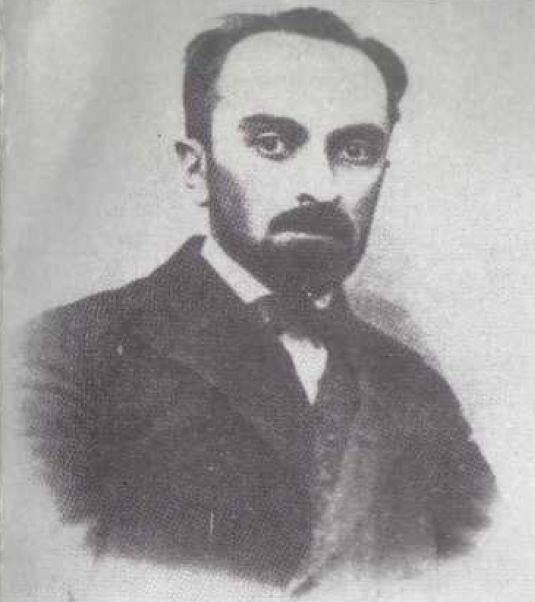
아담 스크바르친스키
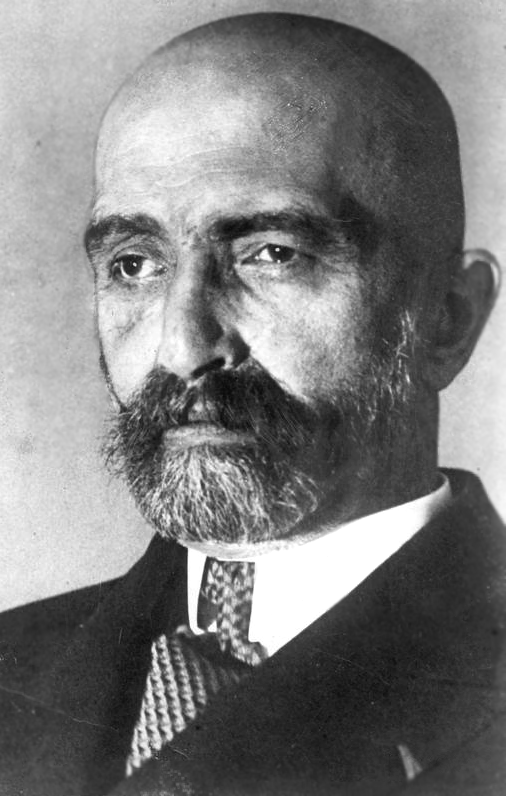
발레리 스와베크
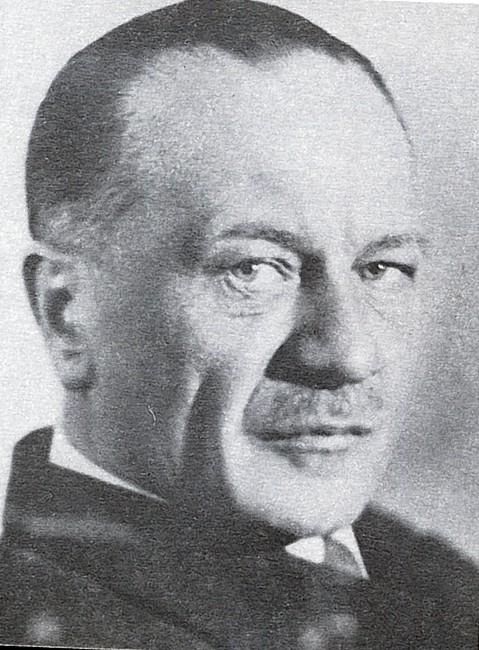
카지미예스 스피탈스키

## 같이 보기
- 법과 정의
- 미엔지모제
- 피우수트스키의 대령단
- 폴란드 지하국가
- 프로메테우스주의